# Броніслав Кручкевич

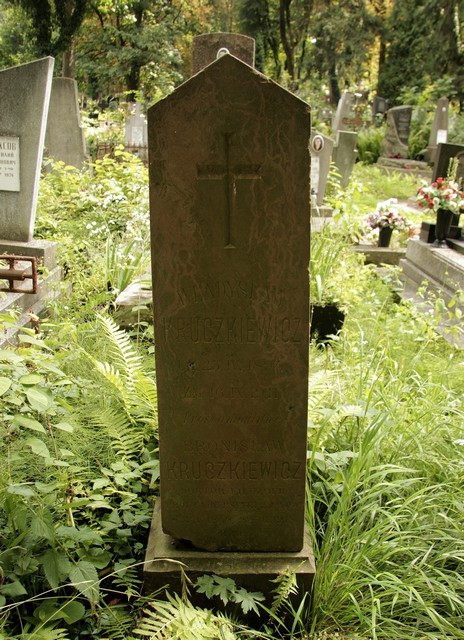

Броніслав Ігнатій Кручкевич (пол. Bronisław Ignacy Kruczkiewicz; 29 травня 1849, Пусткув — 27 лютого 1918, Львів) — польський вчений у галузі класичної філології, латиніст, доктор філософії, ректор Львівського університету в 1900—1901 академічному році.

## Життєпис
У 1872 році закінчив Ягеллонський університет зі ступенем доктора філософії. Пройшов стажування у Відні і Лейпцигу. Працював спочатку вчителем (1872—1876), а від 1879 року — приватним доцентом класичної філології Ягеллонського університету, надзвичайним професором (від 1888) і звичайним професором (від 1890) кафедри класичної філології Львівського університету. У 1893—1894 році — декан філософського факультету, а 1900—1901 академічному році був обраний на посаду ректора.
Займався дослідженнями римської, польсько-латинської літератури та літератури польського гуманізму, італійської та латинської діалектики. Опрацював критичні видання польсько-латинських поетів Павла з Кросна, Яна з Вісліци. Написав критичні зауваги до текстів Тацита, Стація, Ювенала, Горація, Тита Лівія. Член-кореспондент Польської академії знань (1902), голова Філологічного товариства у Львові (1902).
Похований на 62 полі Личаківського цвинтаря.

## Праці
- «Poema de Aetna monte Vergilio auctori potissimum esse tribuendum» (Краків 1883),
- «Pauli Crosnensis Rutheni atque Joannis Visliciensis Carmina» (Краків 1887),
- «Analecta Graeco-Latina» (Краків 1893),
- «Słownik łacińsko-polskiego do użytku szkół średnich» (Краків 1907; Варшава 1925).